# الکساندر بورتیوک
الکساندر بورتیوک (انگلیسی: Oleksandr Bortiuk؛ زادهٔ ۲۳ فوریهٔ ۱۹۶۵) ورزشکار بابسلد اهل اوکراین است.

## حرفه
وی همچنین یکی از ورزشکاران بابسلد در بازی‌های المپیک زمستانی ۱۹۹۲ و ۱۹۹۴ بوده‌است.